# Jelysaweta Mereschko

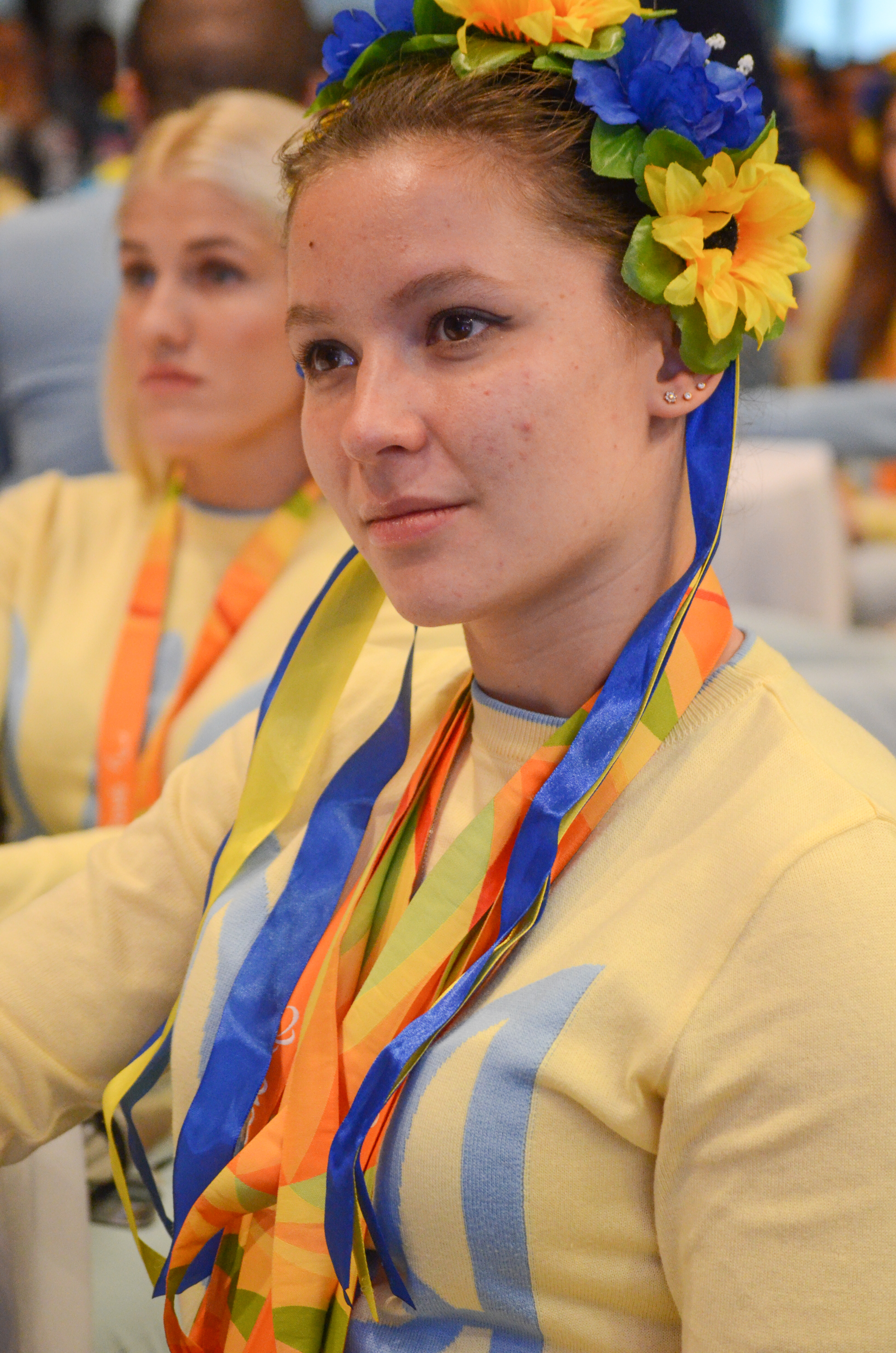
Jelysaweta Mereschko (2016)

Jelysaweta Danyliwna Mereschko (ukrainisch Єлизавета Данилівна Мерешко; * 8. Juli 1992 in Cherson, Ukraine) ist eine ukrainische Schwimmerin beim Klub Invasport Cherson. Sie startet aufgrund ihrer angeborenen Zerebralparese in den Klassen S6, SB5 und SM6. Mit dem Schwimmen begann sie 2003 in der Schule, ab 2006 spezielles Paraschwimmen. Ihr internationales Debüt gab sie bei den Europameisterschaften in Eindhoven 2014, als sie sechs Medaillenränge belegte und viermal Gold errang. 2021 erhielt sie in Kiew einen Stern auf dem Star Square am Lesya Ukrainka Boulevard.

## Erfolge
2015 Weltmeisterschaften im Paraschwimmen in Glasgow
- 1. Platz 400 m Freistil S6
- 1. Platz 50 m Freistil S6
- 1. Platz 100 m Freistil S6
- 2. Platz 4 × 50 m Freistil Mixed
- 2. Platz 200 m Lagen SM6

2019 Weltmeisterschaften im Paraschwimmen in London
- 1. Platz 100 m Freistil S6
- 1. Platz 100 m Brust SB5
- 1. Platz 50 m Freistil S6
- 2. Platz 400 m Freistil S6
- 2. Platz 100 m Freistil S6
- 2. Platz 200 m Lagen SM6
- 3. Platz 4 × 50 m Lagen

Sommer-Paralympics 2016
- 1. Platz 50 m Freistil S6
- 1. Platz 100 m Brust SB5
- 1. Platz 400 m Freistil S6
- 1. Platz 100 m Freistil S6

Sommer-Paralympics 2020
- 1. Platz 50 m Freistil SM6
- 1. Platz 100 m Brust SB5
- 2. Platz 200 m Lagen SM6
- 2. Platz 400 m Freistil S6
- 3. Platz 100 m Freistil S7

## Auszeichnungen
- 2016: Dritter Grad des Verdienstordens der Ukraine